# Teracotona irregularis
Teracotona irregularis är en fjärilsart som beskrevs av M.Gaede 1926. Teracotona irregularis ingår i släktet Teracotona och familjen björnspinnare. Inga underarter finns listade i Catalogue of Life.